# زمین‌لرزه ۱۹۹۵ چین
زمین‌لرزه چین  در تاریخ ۲۱ ژوئیه ۱۹۹۵ میلادی، برابر با ‎۳۰ تیر ۱۳۷۴، ساعت ۲۲:۴۴:۰۴ به زمان یوتی‌سی در چین رخ داد. ژرفای این زلزله ۷٫۴ کیلومتر بود، و بزرگی آن ۵٫۶ در مقیاس Mw اعلام شده‌است. زمین‌لرزه به وقت محلی در روز شنبه، ساعت ۶ روی داده و منطقه زمانی آن یوتی‌سی +۸ بوده‌است .
سازمان زمین‌شناسی آمریکا نیز رومرکز این زمین‌لرزه را در مختصات ۳۶°۲۵′۳۷″شمالی ۱۰۳°۰۷′۲۳″شرقی / ۳۶٫۴۲۷°شمالی ۱۰۳٫۱۲۳°شرقی و ژرفای آنرا در ۱۲ کیلومتر گزارش کرده‌است. بزرگی برگزیدهٔ این سازمان از میان بزرگیهای محاسبه‌شدهٔ مختلف ۵٫۶ در مقیاس Mw بوده و از دید اثر، در میان چهار دسته‌بندی «نامحسوس»، «محسوس»، «زیان‌آور» یا «با تلفات»، زلزله را «با تلفات» اعلام کرده‌است.۴۵۰۰ ساختمان در زمین‌لرزه خراب شده‌است.
پروژهٔ «تنسور گشتاور مرکزوار» زاویه‌های (راستا، شیب، ریک) گسل سازندهٔ زمین‌لرزه و صفحه عمود بر آنرا (°۱۰۴، °۴۱، °۹۱) یا (°۲۸۳، °۴۹، °۹۰) و نوع گسل را «معکوس» فرارسانده‌است.
شمار کشتگان زلزله حدود ۱۴ نفر بوده‌است.تعداد زخمیان ۶۰ نفر برآورده شده‌است.بی‌خانمان شدگان نیز ۵۰۰۰ نفر اعلام شده‌است.